# Prowincja Adrar
Prowincja Adrar (arab. ولاية أدرار) – jedna z 48 prowincji Algierii, znajdująca się w południowo-zachodniej części kraju.
Prowincja ma powierzchnię 464 900 km², jest więc drugą pod względem wielkości prowincją Algierii. W 2008 roku na jej terenach mieszkało niespełna 400 tysięcy ludzi.